# Zane Waddell
Zane Waddell (ur. 18 marca 1998 w Bloemfontein) – południowoafrykański pływak specjalizujący się w stylu grzbietowym, mistrz świata i złoty medalista uniwersjady.

## Kariera
W lipcu 2019 roku na uniwersjadzie w Neapolu w konkurencji 50 m stylem grzbietowym zdobył złoty medal ex aequo z Amerykaninem Justinem Ressem (24,48 s).
Trzy tygodnie później, podczas mistrzostw świata w Gwangju zwyciężył na dystansie 50 m stylem grzbietowym, uzyskawszy czas 24,43 s.